# NGC 1417
NGC 1417 é uma galáxia espiral barrada (SBb) localizada na direcção da constelação de Eridanus. Possui uma declinação de -04° 42' 19" e uma ascensão recta de 3 horas, 41 minutos e 57,2 segundos.
A galáxia NGC 1417 foi descoberta em 5 de Outubro de 1785 por William Herschel.